# Ginásio Professor José Liberatti
O Ginásio Professor José Liberatti é um ginásio poliesportivo localizado no bairro de Presidente Altino, no município de Osasco, no estado de São Paulo, Brasil, sendo esse o principal ginásio da cidade. Atualmente, o local é utilizado pelo time de vôlei feminino Osasco/Audax.
O ginásio é público, sendo de propriedade da Prefeitura de Osasco. A entrada é franca e proporciona uma ótima experiência para quem pretende ver um dos times mais tradicionais do voleibol feminino no Brasil.